# Mermessus annamae
Mermessus annamae is een spinnensoort in de taxonomische indeling van de hangmatspinnen (Linyphiidae).
Het dier behoort tot het geslacht Mermessus. De wetenschappelijke naam van de soort werd voor het eerst geldig gepubliceerd in 1937 door Willis John Gertsch & Louie Irby Davis.